# Taijutsu
Taijutsu (jap. 体術・胎術; lat. również jako tai-jitsu) – nazwa tradycyjnej japońskiej sztuki walki będącej jedną ze szkół jujutsu (ju-jitsu), w której według różnych źródeł używa się technik niekorzystających z broni, bądź w której używane są bronie małych rozmiarów. Ninja najczęściej byli uzbrojeni po zęby ale gdy nie
mieli przy sobie całego arsenału używali taijutsu. Wojownicy ninja nie tolerowali marnotrawstwa siły, więc używali taijutsu, które w dużym stopniu wymaga maksymalnie największych uszkodzeń możliwie najmniejszym kosztem siły. Sztuka ta składa się z 4 pozycji zwanych kamme no kata. 